# Јохан Петер Хазенклевер
Јохан Петер Хазенклевер (Ремшајд, 18. мај 1810 — Диселдорф, 16. децембар 1853) био је немачки сликар и један од најзначајнијих представника Диселдорфске школе. Студирао је на Диселдорфској академији. Године 1838. одлази у Минхен а 1842. се враћа у Диселдорф где углавном слика портрете и жанр слике. Његове слике обилују хумористичким представама свакодневног живота уз нешто социјалне критике малограђана. (Читалачки кабинет, 1843). 